# Danh sách câu lạc bộ bóng đá ở Zambia
Đây là danh sách không đầy đủ các câu lạc bộ bóng đá ở Zambia.
Về danh sách đầy đủ, xem Thể loại:Câu lạc bộ bóng đá Zambia

## C
- Chambishi F.C.
- Choma Eagles (Choma)
- City of Lusaka (Lusaka)

## F
- Forest Rangers (Ndola)

## G
- Green Buffaloes (Lusaka)
- Green Eagles (Kabwe)

## I
- Indeni (Ndola)

## K
- Kabwe Warriors (Kabwe)
- Kalewa (Ndola)
- Kalulushi Modern Stars
- Kitwe United F.C.
- Konkola Blades (Chililabombwe)
- Konkola Mine Police (Chililabombwe)

## L
- Lime Hotspurs (Ndola)
- Lusaka Dynamos (Lusaka)

## M
- Mufulira Wanderers F.C.

## N
- Nakambala Leopards
- NAPSA Stars (Kabwe)
- National Assembly (Lusaka)
- Nchanga Rangers (Chingola)
- Nkana F.C (Kitwe)
- Nkwazi (Lusaka)

## P
- Power Dynamos (Kitwe)

## R
- Red Arrows (Lusaka)
- Roan United (Luanshya)

## Y
- Young Arrows F.C.

## Z
- Zanaco (Lusaka)
- ZESCO United (Ndola)
- Zamtel (Ndola)